# Anna Maria Perez de Taglé
Anna Maria Perez de Taglé, född 23 december 1990 i San Francisco, Kalifornien, USA, är en amerikansk skådespelerska, modell och sångerska.
Hon växte upp i San Jose. Hon är mest känd för sin roll som Ashley i Disney Channels Hannah Montana, som Ella i Camp Rock och Camp Rock 2: The Final Jam och som Joy i Fame.

## Filmografi (urval)
Film
- 2005 – Bee Season
- 2009 – Fame
- 2015 – The Worst People at a Party
- 2017 – Long Distance
- 2018 – The Message

Television
- 2006–2011 – Hannah Montana
- 2006 – Cake (13 avsnitt)
- 2007 – Just Jordan (1 avsnitt)
- 2008 – Higglytown Heroes (1 avsnitt)
- 2008 – Camp Rock
- 2010 – Jonas
- 2010 – Camp Rock 2: The Final Jam
- 2013 – Baby Daddy

Teater
- 2011 – Godspell ("Broadway revival")